# NK Vitez
NK Vitez  is een Bosnisch-Kroatische voetbalclub uit Vitez.
De club werd opgericht in 1948 als Radnik en na een jaar later de naam Sloga aan. In 1954 werd de huidige naam aangenomen al werd wel tweemaal een sponsornaam toegevoegd. De club na de onafhankelijkheid in eerst in de Kroatische afdeling binnen het Bosnische voetbal en sinds 2005 op het derde regionale niveau (tweede niveau van de Federacija Bosne i Hercegovine). In 2008 promoveerde NK Vitez naar de Prva Liga Federacija Bosne i Hercegovine waar het in 2013 kampioen werd en naar de Premijer Liga promoveerde. In 2018 degradeerde de club, het volgende seizoen zakten ze verder naar de derde klasse. 

## Erelijst
- Prva Liga Federacija Bosne i Hercegovine

2013